# Линдли, Марк
Марк Ли́ндли (Маrк Lindley; р. 11 февраля 1937, Вашингтон) — американский музыковед, историк, общественный деятель. 

## Биография
Учился в США в Гарвардском университете, Джульярдской школе музыки, Смитсоновском институте (где в ходе подготовки диссертации в 1974 учился, среди прочего, и ремеслу настройщика фортепиано). В 1983 г. в Колумбийском университете Нью-Йорка защитил диссертацию «Проблемы строя и темперации в их исторической перспективе». Стажировался в европейских (Лондон, Оксфорд, Регенсбург) и азиатских (Керала, Стамбул, Гонконг) университетах. Преподавал в Городском университете Нью-Йорка (CUNY), в Стамбульском техническом университете, в Китайском университете Гонконга, в Центральном университете Хайдарабада.
Как музыковед, приобрёл всемирную известность со 2-й половины 1980-х гг. благодаря исследованиям западноевропейских строёв и темпераций (в т.ч. занимался проблемой влияния специфических строёв на музыкальную композицию, особенно на гармонию и мелодику), старинных музыкальных инструментов, исторических форм хроматики, аппликатуры на старинных клавишных инструментах. Среди публикаций на эту тему — книги «Лютни, виолы и темперации» (на англ., 1984) и «Строй и темперация» (на нем., 1987), «Ars ludendi: аппликатура немецких старинных клавишных инструментов» (1993; издана одновременно на двух языках — английском и немецком), статья «Пифагоров строй и возрастание роли трезвучия» (1980), статьи в фундаментальной музыкальной энциклопедии New Grove (2001). Рецензии Линдли на труды коллег зачастую перерастают рамки жанра, выливаются в аргументированную и принципиальную полемику, с цитатами первоисточников (как правило, билингвой) и т.п..
С конца 1990-х годов Линдли увлёкся индийской цивилизацией, напечатал ряд книг о Ганди, его соратниках и последователях. Во второй половине 2000-х гг. занялся в Индии благотворительной и просветительской деятельностью, читал лекции по индийской экономике в университете, обучал английскому и основам музыки индийских сирот, пропагандировал внедрение коричневого риса как основы питания в сиротских приютах и т.п..
Линдли — полимат, читающий на нескольких европейских языках, на латыни, на хинди и др. Научные труды Линдли публиковали ведущие мировые издательства Великобритании, Германии, США. В электронной форме некоторые статьи и фрагменты книг Линдли опубликованы на портале academia.edu.

## Музыковедческие труды (выборка)
- Early 16th-century keyboard temperaments // Musica Disciplina 28 (1974), pp.129-151.
- Fifteenth-century evidence for meantone temperament // Proceedings of the Royal Musical Association 102 (1975-76), pp.37-51.
- Instructions for the Clavier diversely tempered // Early Music History 5 (1977), pp.18-23.
- Mersenne on keyboard tunings // Journal of Music Theory 24 (1980), pp.167-203.
- Pythagorean intonation and the rise of the triad // Royal Musical Association, Research Chronicle 16 (1980), pp.6–61.
- La «pratica ben regolata» di Francescoantonio Vallotti // Rivista Italiana di Musicologia 16 (1981), pp.45-95.
- Leonhard Euler als Musiktheoretiker // Kongreß-Bericht Bayreuth 1981, S.547-553.
- Der Tartini-Schüler Michele Stratico // Kongreß-Bericht Bayreuth 1981, S.547-553.
- Chromatic systems (or non-systems) from Vicentino to Monteverdi // Early Music History 2 (1982), pp.377-404.
- An introduction to Alessandro Scarlatti's "Toccata prima" // Early Music (January, 1982).
- Ganassi on fretting // The Courant 2 (1983), pp.3-9.
- Lutes, viols and temperaments. Cambridge: Cambridge University Press, 1984.
- Keyboard technique and articulation: evidence for the performance practices of Bach, Handel and Scarlatti // Bach, Handel and Scarlatti: Tercentenary Essays, ed. by P. Williams. Cambridge: Cambridge University Press, 1985.
- Review on "Musicalische Temperatur" by Andreas Werckmeister // The Galpin Society Journal 38 (1985), pp. 160-163.
- J. S. Bach's tunings // Musical Times 126 (1985), p. 721-726.
- Stimmung und Temperatur // Geschichte der Musiktheorie, Bd. 6: Hören, Messen und Rechnen in der Frühen Neuzeit. Darmstadt: Wissenschaftliche Buchgesellschaft, 1987, SS.109-331 (перевод на немецкий язык Хорста Лёйхтмана; вводная глава этой книги на языке оригинала воспроизведена в электронной версии на веб-портале М.Линдли).
- Early English keyboard fingerings // Basler Jahrbuch für historische Musikpraxis 12 (1988), p. 9-26.
- (соавтор: Maria Boxall) Early keyboard fingerings. A comprehensive guide. Mainz, London: Schott, 1992 (антология нотных изданий, с научными комментариями).
- Ars ludendi: early German keyboard fingerings, ca. 1525 - ca. 1625. Neuhof: Tre Fontane, 1993 (антология нотных изданий, на англ. и нем. языках).
- (соавтор: R. Turner-Smith) Mathematical models of musical scales, a new approach. Bonn: Verlag für systematische Musikwissenschaft, 1993.
- A systematic approach to chromaticism // Systematische Musikwissenschaft II/1 (1994), SS.155–194.
- Some thoughts concerning the effects of tuning on selected musical works (from Landini to Bach) // Performance Practice Review 9, No. 1 (1996), pp.114-121.
- A quest for Bach's ideal style of organ temperament // Stimmungen im 17. und 18. Jahrhundert: Vielfalt oder Konfusion? / hrsg. v. G. Fleischhauer. Michaelstein, 1997, p. 45-67.
- Marx und Engels über die Musik // Aufklärung und Kritik (1997).
- (соавтор: G. Boone) Euphony in Dufay: harmonic 3rds and 6ths with explicit sharps in the early songs // Jahrbuch des Staatlichen Instituts für Musikforschung. Berlin, 2004, S.158-215.
- Historic fingerings // The Organ: An Encyclopedia, ed. by D. E. Bush and R. Kassel. New York: Routledge, 2006, p. 196-199.
- (соавторы: K.-J. Sachs, C.Restle) Beethoven's Variations for piano, opus 34: genesis, structure, performance. Mainz: Schott, 2007 (билингва, на англ. и нем. языках).
- Erwin Bodky (1896-1958), a Prussian in Boston // Jahrbuch des Staatlichen Instituts für Musikforschung. Berlin, 2011, S.229-242.

## Труды по истории Индии XX века (выборка)
- Gandhi's Rhetoric // Journal of Literature and Aesthetics (1999).
- Gandhi and Humanism. 3rd ed. Harvard University, 2005.
- Gandhi and the world today. A recent American view. University of Kerala, 1998.
- Gandhiji ko yeh kaise vishwagaya ki antarjatiya vivahse, jati pratha ka unmulan karna hosa. New Delhi: National Gandhi Museum, 1998.
- J. C. Kumarappa: Mahatma Gandhi's economist, 2007.
- The life and times of Gora, 2009.
- (соавтор: Lavanam Gora) Gandhi as we have known him. New Delhi: National Gandhi Museum, 2009.